# Brandon Plaza
Brandon Plaza Hernández (22 de octubre de 1996) es un deportista mexicano que compite en taekwondo.
Ganó dos medallas en el Campeonato Mundial de Taekwondo, en los años 2019 y 2022, y tres medallas en el Campeonato Panamericano de Taekwondo entre los años 2018 y 2022. En los Juegos Panamericanos consiguió dos medallas, en los años 2019 y 2023.

## Palmarés internacional
| Campeonato Mundial      | Campeonato Mundial           | Campeonato Mundial | Campeonato Mundial |
| Año                     | Lugar                        | Medalla            | Categoría          |
| ----------------------- | ---------------------------- | ------------------ | ------------------ |
| 2019                    | Mánchester (Reino Unido)     | Medalla de plata   | –58 kg             |
| 2022                    | Guadalajara (México)         | Medalla de bronce  | –58 kg             |
| Juegos Panamericanos    |                              |                    |                    |
| Año                     | Lugar                        | Medalla            | Categoría          |
| 2019                    | Lima (Perú)                  | Medalla de plata   | –58 kg             |
| 2023                    | Santiago (Chile)             | Medalla de oro     | –58 kg             |
| Campeonato Panamericano |                              |                    |                    |
| Año                     | Lugar                        | Medalla            | Categoría          |
| 2018                    | Spokane (Estados Unidos)     | Medalla de oro     | –58 kg             |
| 2021                    | Cancún (México)              | Medalla de oro     | –58 kg             |
| 2022                    | Punta Cana (Rep. Dominicana) | Medalla de bronce  | –58 kg             |